# Beppen
Beppen ist ein Ortsteil der Gemeinde Thedinghausen in der Samtgemeinde Thedinghausen im niedersächsischen Landkreis Verden.

## Geografie

### Lage
Beppen liegt im östlichen Bereich der Gemeinde Thedinghausen, 3 km südöstlich vom Kernort Thedinghausen entfernt.

### Flüsse
Die Weser fließt nördlich in 4 km Entfernung. Außerdem fließt ein ehemaliger Entwässerungsgraben, die Landwehr, durch Beppen hindurch und teilt es somit in zwei Hälften: Die Nordhälfte und die Südhälfte.

### Nachbarorte
Nachbarorte sind – von Norden aus im Uhrzeigersinn – Lunsen, Ahsen-Oetzen, Morsum, Wulmstorf, Blender, Schwarme, Emtinghausen und Thedinghausen.

## Geschichte

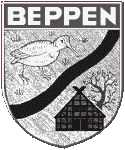
Wappen der ehemaligen Gemeinde Beppen

Durch das Gesetz über die Neugliederung der Gemeinden im Raum Verden wurden am 1. Juli 1972 die Gemeinden Ahsen-Oetzen, Morsum, Beppen und Wulmstorf zur neuen Gemeinde Morsum zusammengeschlossen. Seit dem 1. November 2006 bildet Morsum mit Thedinghausen die neue vergrößerte Gemeinde Thedinghausen.

## Infrastruktur

### Verkehr
Beppen liegt fernab des großen Verkehrs. Die L 203 von Thedinghausen nach Verden (Aller) verläuft nördlich in 3 km Entfernung. Die von Rotenburg (Wümme) über Verden (Aller) und Nienburg (Weser) nach Minden führende Bundesstraße 215 verläuft östlich, 11 km entfernt. Die Bundesautobahn 27 verläuft 9 km entfernt nördlich.

### Wirtschaft
- Kompostwerk Beppen, eine Einrichtung des Landkreises Verden.[3]

### Vereine
- Schützenverein Beppen e. V.
- Kriegerverein Beppen

### Feuerwehr
Der Brandschutz und die allgemeine Hilfe in Beppen wird von der Freiwilligen Feuerwehr Beppen sichergestellt.